# Brændselscelle
En brændselscelle er en transducer, der laver elektricitet ved en kemisk reaktion af f.eks. brint, metan eller metanol med ilt. Den kemiske reaktionsmetode i brændselsceller gør at den teoretiske og i mange tilfælde også praktiske virkningsgrad af omsætning fra kemisk energi til elektrisk energi er væsentligt højere end kraftvarmemaskiner.
Brændselsceller kan have en virkningsgrad på 40-70% – og højere hvis den termiske energi også benyttes.
I den kemisk simpleste brændselscelle omsættes brint og luftens ilt til elektrisk energi, termisk energi (normalt spildenergi) med vanddamp som biprodukt. Hvis stoffer med carbon tilføres brændselscellen, dannes også carbondioxid.
Brint føres ind i cellen, og tiltrækkes af den positive anode. Anoden har katalytiske egenskaber, dvs. at den kan spalte brint (H2) til positivt ladede hydrogenioner (H+) og elektroner. På den anden side af anoden er den negative katode og imellem dem en ionledende væske, en såkaldt elektrolyt.
Elektrolytten kan kun lede ioner. Ved anoden spaltes brinten altså til positive hydrogenioner, der hver har afgivet en elektron. Elektronen kan ikke bevæge sig gennem elektrolytten, men ledes derimod igennem en ekstern elektrisk belastning til den positive 
katode. 
Elektronen har én negativ elementarladning på ca. -1,602 x 10−19 coulomb. 
Denne ladning kan på elektronens vej til katoden udnyttes som energi, f.eks. til at få lys i en glødelampe eller bare elektrisk strøm 
i al almindelighed, til fx en elektrisk motor eller andre elektriske apparater.
På katodesiden pumpes dioxygen/ilt (O2) ind i brændselscellen. Disse spaltes også og de modtager elektroner fra anoden via den eksterne elektriske belastning og bliver til negative oxygenioner (O2-). De spaltede positive hydrogenioner på anodesiden tiltrækkes af de negative oxygenioner og ledes igennem elektrolytten. På katodesiden går hydrogen og oxygen sammen og danner vand (H2O).
For alle typer brændselsceller er brintreaktionen den samme, men hertil kan som sagt påregnes en mængde CO2 ved anvendelse af carbonhydrider.
Brændselsceller produceres i Danmark i Hobro af NEL og Ballard.